# Società Polisportiva Cailungo
Maillots
Actualités
Le SP Cailungo est un club de football saint-marinais.

## Palmarès
- Coupe de Saint-Marin
  - Finaliste : 2002

- Supercoupe de Saint-Marin
  - Vainqueur : 2002